# Oberea demissa
Oberea demissa är en skalbaggsart som först beskrevs av Newman 1842.  Oberea demissa ingår i släktet Oberea och familjen långhorningar.
Artens utbredningsområde är Filippinerna. Inga underarter finns listade i Catalogue of Life.